# Via Sacra

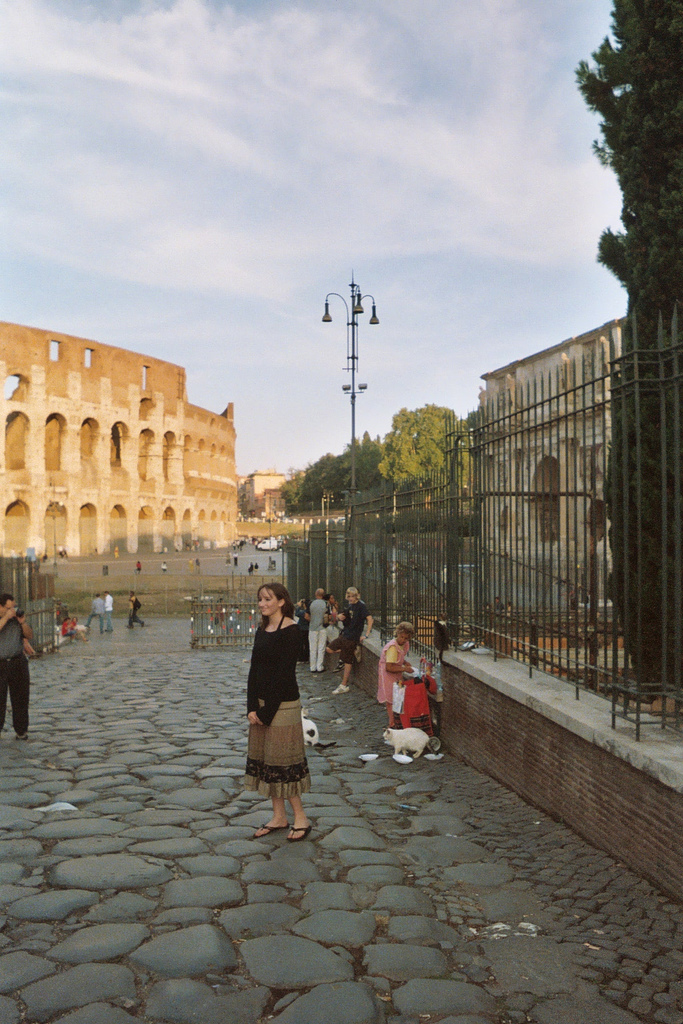
Dláždění Posvátné cesty

Via Sacra (Posvátná cesta) je patrně nejstarší a zároveň i nejslavnější ulice antického Říma. Kamenná cesta začíná na vrcholku pahorku Kapitol, pokračuje skrz Forum Romanum, kde se rozšiřuje, a končí před branami Kolosea.
Posvátná cesta byla tepnou Fora Romana a tím pádem i tepnou celého Říma. Konaly se zde různé posvátné obřady, velkolepé slavnosti vítězství a denně jí prošlo několik tisíc lidí, kteří mířili do chrámů, zaměstnání či do Kolosea. Právě díky mnoha svatyním vděčí Via Sacra za své jméno.

## Historie
První primitivní základy cesty byly položeny již v 5. století př. n. l., avšak při deštích byla cesta prakticky nepoužitelná. Dláždění se Via Sacra dočkala až za vlády císaře Nerona po velkém římském požáru v roce 64. Zajímavé je, že nynější dláždění, po kterém se můžete v současné době projít, pochází již z doby Augustovy. Archeologové totiž Neronovo dláždění zařadili do středověku a kopali ještě níž. To vysvětluje fakt, že všechny stavby, které byly postavené v horní části cesty po Neronově vládě, se dnes nacházejí nad úrovní Via Sacry.